# Junção túnel

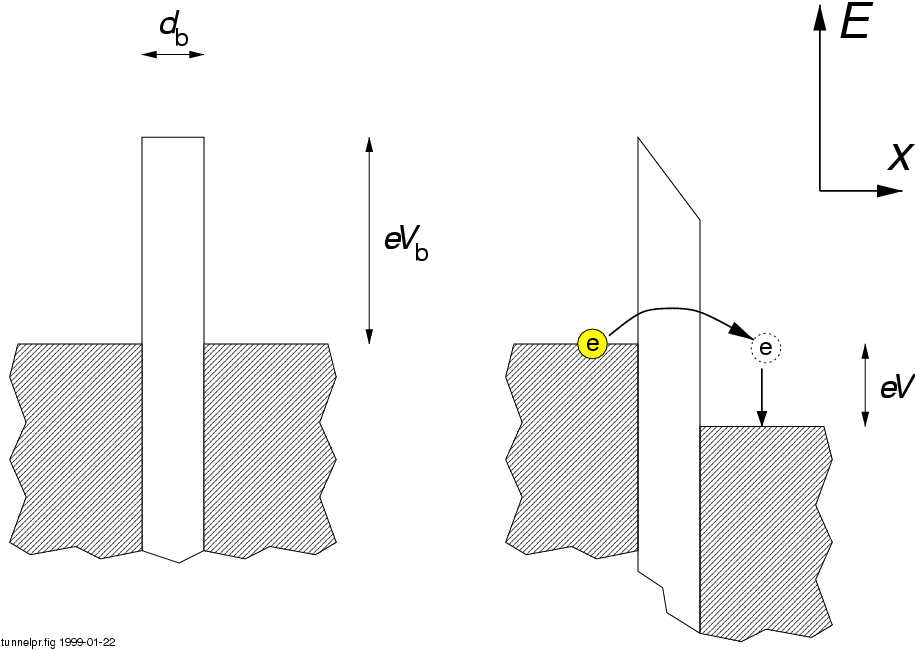
Representação esquemática de um elétron tunelando através de uma barreira

Em eletrônica, uma junção túnel é uma barreira, como uma camada isolante fina ou um potencial elétrico, entre dois materiais condutores eletricamente. Elétrons (ou quasipartículas) passam pela barreira através do processo de tunelamento quântico. Classicamente, o elétron tem probabilidade zero de passar pela barreira. No entanto, de acordo com a mecânica quântica, o elétron tem uma amplitude de onda não nula na barreira e, portanto, tem alguma probabilidade de passar pela barreira. As junções túnel servem a uma variedade de propósitos diferentes.

## Célula fotovoltaica de múltiplas junções
Em célula fotovoltaica de múltiplas junções, as junções túnel formam as conexões entre junção p-ns consecutivas. Elas funcionam como um contato elétrico ôhmico no meio de um dispositivo de semicondutor.

## Junção túnel magnética
Em junção túnel magnética, elétrons atravessam uma fina barreira isolante de um material magnético para outro. Isso pode servir como base para um detector magnético.

## Junção túnel supercondutora
Em junções túnel supercondutoras, dois eletrodos supercondutores são separados por uma barreira não supercondutora. Par de Coopers transportam a supercorrente através da barreira por tunelamento quântico, um fenômeno conhecido como efeito Josephson. Essa configuração pode formar a base para magnetômetros extremamente sensíveis, conhecidos como SQUIDs, bem como muitos outros dispositivos.

## Diodo túnel
Em diodos túnel, um diodo permite o tunelamento de elétrons para certas voltagens. Isso permite que eles sejam usados para gerar sinais de alta frequência.

## Microscópio de tunelamento por varredura
Em microscopia de tunelamento por varredura (STM), a ponta/ar/substrato (metal-isolante-metal) pode ser vista como uma junção túnel.